# 쳇 워커

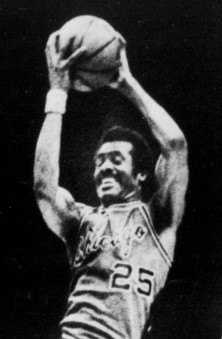
1975년 모습

쳇 워커(Chet Walker, 본명: 체스터 "쳇" 워커, 본명 영어: Chester "Chet" Walker, 1940년 2월 22일~2024년 6월 8일)는 전미 농구 협회(NBA)의 프로 농구 선수였다. 일곱 차례 NBA 올스타에 뽑혔다. NBA에서 13시즌을 뛰었고 필라델피아 세븐티식서스에서 7시즌을 뛰었으며 1967년 76ers를 NBA 챔피언십으로 이끄는 데 도움을 주었다. 그는 1969년부터 1975년까지 시카고 불스에서 마지막 6시즌을 뛰었다. 그는 브래들리 브레이브스에서 대학 농구를 했다. 1군 합의 올 아메리칸 영예를 두 번 획득했다.

## 어린 시절
미시시피주 베들레헴에서 태어난 워커는 벤튼 하버(Benton Harbour) 고등학교 남학생 농구 팀에서 고등학교 농구를 했다. 1962년 브래들리 대학교를 졸업하고 학교의 역대 득점왕이 되었다. 브래들리 브레이브스는 1960년 내셔널 인비테이션 토너먼트 챔피언십에서 우승했다. 워커는 코트에서의 속도와 민첩성으로 인해 "Chet the Jet"라는 별명을 얻었다.